# Bländad av makten
Bländad av makten  (engelska: Blind Ambition) är en amerikansk miniserie som producerades av Talent Associates i fyra delar och sändes på CBS 1979.
Serien är baserad på John Deans roman med samma namn. Den hade svensk premiär på SVT i juni 1981.

## Handling
Bländad av makten belyser Watergateaffären ur Richard Nixons juridiske rådgivare John Deans perspektiv.

## Rollista i urval
- Martin Sheen - John Dean
- Rip Torn - president Richard Nixon
- Theresa Russell - Maureen Dean
- William Daniels - G. Gordon Liddy
- Graham Jarvis - John Ehrlichman
- John Randolph - John N. Mitchell
- Lawrence Pressman - H. R. Haldeman
- Ed Flanders - Charlie Shaffer
- Peter Mark Richman - Robert Mardian
- William Windom - Richard Kleindienst
- Christopher Guest - Jeb Stuart Magruder
- James Karen - Earl Silbert
- Kip Niven- Egil Krogh
- Michael Callan - Charles Colson